# Метилфосфонилдифторид
Метилфосфонилдифторид (DF, метилдифторофосфит, метилфосфоновый дифторид, дифторометилфосфиноксид, метилфосфонил дифторид) — компонент бинарного химического оружия. Он внесён в Список 1 Конвенции о запрещении химического оружия. Используется как прекурсор зарина и зомана в бинарных боеприпасах, например в артиллерийском снаряде M687, где он используется в соединении с изопропиловым спиртом и изопропиламином для получения зарина.

## Производство
Метилфосфонилдифторид может быть получен по реакции метилфосфонилдихлорида с фтороводородом или фторидом натрия.

## Безопасность
Метилфосфонилдифторид чрезвычайно химически активен и едок. Также он может впитываться через кожу и вызывать ожоги и поражения нервной системы. Реагирует с водой с выделением дыма фтороводорода и метилфосфоновой кислоты. Способен разъедать стекло.